# The National Interest
The National Interest (TNI) este o revistă bilunară americană de relații internaționale. Este editată de jurnalistul american Jacob Heilbrunn și publicată de Center for the National Interest. Acest centru a fost înființat de fostul președinte american Richard Nixon în 1994 sub numele de Centrul Nixon pentru Pace și Libertate. De-a lungul anilor, revista s-a asociat cu școala realistă de studii internaționale, abordând subiecte de importanță globală și oferind analize profunde și riguroase.

## Istoria
Revista The National Interest a fost fondată în 1985 de către jurnalistul american și susținător al neoconservatorismului, Irving Kristol. Până în anul 2001, revista a fost editată de către universitarul australian Owen Harries.
În 2001, The National Interest a fost achiziționată de către The Center for the National Interest, un grup de reflecție în domeniul politicilor publice cu sediul în Washington. Acest centru a fost înființat de către fostul președinte american Richard Nixon la 20 ianuarie 1994, sub numele de Nixon Center for Peace and Freedom.
În anul 2005, zece redactori de la The National Interest au demisionat din cauza unor diferențe de opinie cu privire la achiziționarea revistei și cu consiliul editorial mai mare. Aceștia au fondat o publicație separată, numită The American Interest.
În ianuarie 2023 s-a raportat că revista The National Interest își va închide ediția tipărită, ca urmare a unei scăderi a numărului de abonați, de la aproximativ 10.000 în anii 1990, la aproximativ 2.000 de abonați în prezent.

## Influența și recepția
Revista The National Interest este recunoscută pentru introducerea în discursul public a conceptelor precum „Occidentul și restul” și geoeconomia. Un moment important în istoria revistei a fost în anul 1989, când politologul Francis Fukuyama și-a exprimat primele gânduri politice și filozofice despre „sfârșitul istoriei” în paginile acesteia. Fukuyama susținea că răspândirea la nivel mondial a democrațiilor liberale, capitalismului de piață liberă și a stilului de viață occidental ar putea reprezenta punctul final al evoluției socioculturale a umanității și ar putea fi forma finală de guvernare umană.
În anul 2005, Francis Fukuyama a părăsit The National Interest și a fondat revista The American Interest, invocând ceea ce el considera a fi un exces de realism în domeniul relațiilor internaționale promovat de Nixon Center.
În 2015, Maria Butina, care ulterior a fost condamnată în 2018 ca spion rus, a publicat un articol editorial în revista intitulat „Ursul și elefantul”. În acest articol, ea susținea că îmbunătățirea relațiilor dintre Statele Unite și Rusia ar putea fi realizată doar prin alegerea unui președinte din Partidul Republican.
Într-un articol publicat în Politico în 2016, jurnalistul James Kirchick a argumentat că The National Interest și compania sa mamă sunt „două dintre instituțiile cu cele mai simpatizante poziții față de Kremlin în capitala Statelor Unite, chiar mai mult decât Centrul Carnegie din Moscova”. Această perspectivă a fost exprimată în contextul comentariilor referitoare la relațiile lui Donald Trump cu Rusia.